# Mossa
|  | Per a altres significats, vegeu «José Maria Angresola Jiménez». |

Mossa (italià), Mosse (friülès) o Moša (eslovè) és un municipi italià, a la província de Gorizia. L'any 2007 tenia 1.708 habitants. Limita amb els municipis de Capriva del Friuli, Farra d'Isonzo, Gorizia, San Floriano del Collio i San Lorenzo Isontino.